# Liste der Kulturdenkmale in Strauch (Großenhain)
In der Liste der Kulturdenkmale in Strauch sind die Kulturdenkmale des Großenhainer Ortsteils Strauch verzeichnet, die bis Dezember 2020 vom Landesamt für Denkmalpflege Sachsen erfasst wurden (ohne archäologische Kulturdenkmale). Die Anmerkungen sind zu beachten.
Diese Aufzählung ist eine Teilmenge der Liste der Kulturdenkmale in Großenhain.

## Strauch
| Bild                                    | Bezeichnung | Lage                                          | Datierung | Beschreibung | ID       |
| --------------------------------------- | --- | --------------------------------------------- | --- | --- | -------- |
| Weitere Bilder                          | Sachgesamtheit Königlich-Sächsische Triangulierung („Europäische Gradmessung im Königreich Sachsen“); Station 11, Strauch             | (Flurstück 246) (Karte)                       | Bezeichnet mit 1866 | Triangulationssäule; Station 1. Ordnung, bedeutendes Zeugnis der Geodäsie des 19. Jahrhunderts, vermessungsgeschichtlich von Bedeutung. Kubus aus Laußnitzer Granit auf einer Anhöhe, Inschrift „Königl: Sächs:/ Station/ STRAUCH/ der/ Mitteleuropäischen/ Gradmessung./1866.“. Die Station Strauch liegt auf dem knapp über 200 m hohen Heideberg, wenige Meter vor der Grenze zu Brandenburg. Der Heideberg ist die höchste Erhebung des Grödener Endmoränen-Rückens. Er besteht aus Kiesablagerungen der Saalekaltzeit. Nachdem er lange als Schafhutung genutzt worden war, wurde er um 1850 mit Kiefern aufgeforstet. Das neue Zentrum befindet sich ca. 20 m westlich des Nagelschen Punktes. Dieser liegt auf einer ca. 5 m hohen Anhöhe, die im Rahmen seiner Gründung angelegt wurde, um die Standsicherheit des Pfeilers – ca. 6,1 m Höhe – zu gewährleisten. Die dabei angepflanzten Bäume zur Verdichtung des angeworfenen Bodens bilden jetzt einen dichten Wald. Es besteht keine Sicht. | 08958709 |
| Weitere Bilder                          | Turmreste am Heideberg (Bernhardtsturm, Rochow-Turm)                                                                                  | (Flurstück 346) (Karte)                       | 1853 | Ortshistorische Bedeutung. Fundament und Grundmauer aus Schlacke erhalten. Als Dank für die geglückte Aufforstung des Waldes ließ Bernhard Freiherr von Rochow 1853 den Turm erbauen. | 08958708 |
| Weitere Bilder                          | Wegestein | (Flurstück 439/1) (Karte)                     | Bezeichnet mit 1838 | Verkehrshistorische Bedeutung. 1,40 m hoher, scharrierter Sandsteinkubus, Inschrift „Strauch, Raden, Frauenhain, Stroga, Zabeltitz“. | 08958680 |
|                                         | Sächsisch-Preußischer Grenzstein: Pilar Nr. 166 sowie 26 Läufersteine                                                                 | (Gemarkung Krauschütz, Flurstück 519) (Karte) | Nach 1828 | Siehe auch Sachgesamtheit 09305644; vermessungsgeschichtlich und landesgeschichtlich von Bedeutung als Zeitdokument der historischen Grenzziehung zwischen Sachsen und Preußen nach dem Wiener Kongress 1815. Ca. 1,20 m hoher Pyramidenstumpf aus Sandstein mit Plinthe direkt auf der Grenzlinie, gegenüberliegend eingemeißelt Nummer 166 und Landeskürzel K.P./K.S., dazwischen 26 Läufersteine in unregelmäßigen Abständen. | 08958679 |
|                                         | Sächsisch-Preußischer Grenzstein: Pilar Nr. 168 (Fragment) sowie 24 Läufersteine                                                      | (Flurstück 337) (Karte)                       | Nach 1828 | Siehe auch Sachgesamtheit 09305644; vermessungsgeschichtlich und landesgeschichtlich von Bedeutung als Zeitdokument der historischen Grenzziehung zwischen Sachsen und Preußen nach dem Wiener Kongress 1815. Grundplatte des Pilars Nummer 168, Pilar selbst fehlte und wurde nachgefertigt. | 08958817 |
|                                         | Sächsisch-Preußischer Grenzstein: Pilar Nr. 169 sowie zehn Läufersteine                                                               | (Flurstück 231/3) (Karte)                     | Nach 1828 | Siehe auch Sachgesamtheit 09305644; vermessungsgeschichtlich und landesgeschichtlich von Bedeutung als Zeitdokument der historischen Grenzziehung zwischen Sachsen und Preußen nach dem Wiener Kongress 1815. Pyramidenstumpf aus Sandstein mit Plinthe direkt auf der Grenzlinie, gegenüberliegend eingemeißelt Nummer 169 und Landeskürzel K.P./K.S., dazwischen zehn Läufersteine in unregelmäßigen Abständen. originale Beschriftung durch mehrere nachträglich eingeritzte Zeichen schwer lesbar | 09304883 |
| Direkt Bild zu diesem Denkmal hochladen | Steinbank am Heideberg | (Flurstück 366) (Karte)                       | Ende 19. Jahrhundert | Ortshistorische Bedeutung. Halbrunde Sitzbank aus Stampfbeton mit geschweifter Lehne (ehemals vorhandene Steinplatte mit Inschrift wurde zerstört), diente der Familie von Rochow als Station bei Jagden und Ausritten. | 08958710 |
|                                         | Wegestein | (Flurstück 44/4) (Karte)                      | Bezeichnet mit 1838 | Verkehrshistorische Bedeutung. 1,50 m hoher, scharrierter Sandsteinkubus mit abgerundeten Ecken, Inschrift „Strauch, Stroga, Gröden, Merzdorf, Strauch, Treugeböhla“. | 08958681 |
| Direkt Bild zu diesem Denkmal hochladen | Wohnstallhaus eines Dreiseithofes | Am Anger 13 (Karte)                           | Bezeichnet mit 1874 | Fachwerk-Wohnstallhaus, zeit- und landschaftstypischer Bau in gutem Originalzustand, baugeschichtlich von Bedeutung. Erdgeschoss massiv, Obergeschoss und Giebel Fachwerk, Satteldach, im Giebeldreieck Verschieferung, dort bezeichnet mit „Richter 1874“. | 08958678 |
| Weitere Bilder                          | Kirche (mit Ausstattung), Kirchhof mit Einfriedung, verschiedenen Grabmalen und einer Grabanlage                                      | Mitteldorfstraße 4 (Karte)                    | Romanischer Bau 12. Jahrhundert (Kirche); wohl um 1500 (Maria, Petrus, Paulus); 2. Hälfte 18. Jahrhundert (Schnitzfigur an Chorwand); Turm 1864 (Kirche); wohl 19. Jahrhundert (Altarschrein) | Romanische Saalkirche mit Chor und Apsis, der Westturm Mitte 19. Jahrhundert, von baugeschichtlicher, kirchengeschichtlicher und ortshistorischer Bedeutung. - Evangelische Pfarrkirche (Dehio Sachsen, B. I, S. 817): Der romanische, schlichte Bau einer der ältesten im Umkreis. Turm von 1864, Restaurierungen im 18. und 19. Jahrhundert. Das Äußere schlicht, Höhenstaffelung der einzelnen Bauglieder Schiff, Chor und Apsis. Schiff und Chor auf rechteckigem Grundriss mit Satteldach, die Apsis bildet einen Dreiviertelkreis ohne Fenster. Im Inneren Schiff und Chor flachgedeckt, die Apsis überwölbt. Der heute segmentbogige Triumphbogen im 19. Jahrhundert verändert. In einem akanthusgerahmten Altarschrein, wohl 19. Jahrhundert, drei spätgotische Schnitzfiguren, Maria mit dem Kind zwischen Petrus und Paulus. Ausdrucksstarke Arbeit, wohl um 1500. An der Chorwand Schnitzfigur mit Lorbeerkranz auf dem Kopf und einem Kreuz in der rechten Hand. Mittelmäßige Schnitzarbeit aus der 2. Hälfte des 18. Jahrhunderts. In der Apsis alte Einbaumtruhe aus Eichenholz. Denkmal des Karl Friedrich Pohle († 1760) an der Nordseite der Kirche, mit weinender Frau auf dem gebauchten Unterbau stehend. An der Südseite Totenschild des Hans Adam von Köckeritz († 1699), Holzschnitzarbeit. Außen, an der Nordwand, das Denkmal der Anna von Köckeritz († 1572), zeigt die frontal stehende Figur mit gefalteten Händen und Witwenschleier. - Familiengrabanlage der Familie von Rochow mit Einfriedung: vier Sandsteingrabmale (Ida Freifrau von Rochow, gestorben 1937, Heinrich Bernhard Theodor Freiherr von Rochow, gestorben 1895, Clara Josephine von Rochow, gestorben 1846, Elisabeth von Rochow, gestorben 1866) - auf dem Friedhof: drei liegende, verwitterte Sandsteingrabmale (vermutlich barock), zwei Sandsteingrabmale mit flachem Ganzkörperrelief eines Mannes und einer Frau (verwittert) | 08958677 |
| Direkt Bild zu diesem Denkmal hochladen | Pfarrhaus | Mitteldorfstraße 6 (Karte)                    | Um 1905 | Bau mit Heimatstileinflüssen, ortshistorische Bedeutung. Zweigeschossiger Putzbau auf rechtwinkligem Grundriss, Fensterläden, Obergeschoss und Giebel Holzverkleidung, ein Gebäudeflügel mit hohem Walmdach und zwei Fledermausgaupen, der andere mit Krüppelwalmdach und Biberschwanzdeckung. | 08958714 |
| Direkt Bild zu diesem Denkmal hochladen | Wohnstallhaus, Seitengebäude (mit Kumthalle) und Scheune eines Dreiseithofes, mit Toreinfahrt, Hofbaum und Nebengebäude (in Hofmitte) | Mitteldorfstraße 8 (Karte)                    | Um 1870 | Authentisch erhaltenes Hofensemble im Ortskern, gründerzeitliches Wohnstallhaus, Seitengebäude mit seltener Kumthalle, wirtschaftsgeschichtlich und baugeschichtlich von Bedeutung, bildet Dreiseithof mit Nummer 10. - Wohnstallhaus: zweigeschossiger Putzbau mit profilierten Steingewänden, zum Teil originale Fenster, Winterfenster, Gurtband, Giebelbekrönung über der Tür, Satteldach - Scheune: Putzbau mit zwei großen Segmentbogentoren, Satteldach - Seitengebäude (ohne Anbau): zweigeschossiger Putzbau mit zweijochiger Kumthalle, Segmentbogentor, Satteldach - Hofbaum: Linde - Nebengebäude in Hofmitte: eingeschossiger Putzbau mit Satteldach, Biberschwanzdeckung - Einfriedung: drei Torpfeiler mit profilierten Abdeckplatten und Putznutung, Kugeln als Bekrönung | 08958676 |
| Weitere Bilder                          | Backhaus des Ortes | Mitteldorfstraße 12 (vor) (Karte)             | 19. Jahrhundert | Ortshistorische Bedeutung. Eingeschossiger Putzbau, im Giebel Fachwerk, Satteldach, Biberschwanzdeckung. | 08958675 |

## Ehemaliges Denkmal
| Bild | Bezeichnung                                                           | Lage                    | Datierung | Beschreibung | ID       |
| ---- | --------------------------------------------------------------------- | ----------------------- | --------- | --- | -------- |
|      | Sächsisch-Preußischer Grenzstein: Pilar Nr. 167 sowie 15 Läufersteine | (Flurstück 305) (Karte) | Nach 1828 | Siehe auch Sachgesamtheit 09305644; vermessungsgeschichtlich und landesgeschichtlich von Bedeutung als Zeitdokument der historischen Grenzziehung zwischen Sachsen und Preußen nach dem Wiener Kongress 1815. Ca. 1,50 m hohe, schlanke Sandsteinstele mit allseitig eingemeißelten Schriftfeldern für Nummer 167 und Länderkürzel KS/KP direkt auf der Grenzlinie, zugehörig 15 Läufersteine in unregelmäßigen Abständen auf der Grenzlinie. Zwischen 2020 und 2024 aus der Denkmalliste gestrichen. | 08958816 |

## Tabellenlegende
- Bild: Bild des Kulturdenkmals, ggf. zusätzlich mit einem Link zu weiteren Fotos des Kulturdenkmals im Medienarchiv Wikimedia Commons. Wenn man auf das Kamerasymbol klickt, können Fotos zu Kulturdenkmalen aus dieser Liste hochgeladen werden:
- Bezeichnung: Denkmalgeschützte Objekte und ggf. Bauwerksname des Kulturdenkmals
- Lage: Straßenname und Hausnummer oder Flurstücknummer des Kulturdenkmals. Die Grundsortierung der Liste erfolgt nach dieser Adresse. Der Link (Karte) führt zu verschiedenen Kartendiensten mit der Position des Kulturdenkmals. Fehlt dieser Link, wurden die Koordinaten noch nicht eingetragen. Sind diese bekannt, können sie über ein Tool mit einer Kartenansicht einfach nachgetragen werden. In dieser Kartenansicht sind Kulturdenkmale ohne Koordinaten mit einem roten bzw. orangen Marker dargestellt und können durch Verschieben auf die richtige Position in der Karte mit Koordinaten versehen werden. Kulturdenkmale ohne Bild sind an einem blauen bzw. roten Marker erkennbar.
- Datierung: Baubeginn, Fertigstellung, Datum der Erstnennung oder grobe zeitliche Einordnung entsprechend des Eintrags in der sächsischen Denkmaldatenbank
- Beschreibung: Kurzcharakteristik des Kulturdenkmals entsprechend des Eintrags in der sächsischen Denkmaldatenbank, ggf. ergänzt durch die dort nur selten veröffentlichten Erfassungstexte oder zusätzliche Informationen
- ID: Vom Landesamt für Denkmalpflege Sachsen vergebene, das Kulturdenkmal eindeutig identifizierende Objekt-Nummer. Der Link führt zum PDF-Denkmaldokument des Landesamtes für Denkmalpflege Sachsen. Bei ehemaligen Kulturdenkmalen können die Objektnummern unbekannt sein und deshalb fehlen bzw. die Links von aus der Datenbank entfernten Objektnummern ins Leere führen. Ein ggf. vorhandenes Icon  führt zu den Angaben des Kulturdenkmals bei Wikidata.